# Juarez Teixeira
Juarez Teixeira (Blumenau, 20 de setembro de 1928) é um ex-futebolista brasileiro. Atuava como centroavante e defendeu, entre outros, clubes o Grêmio Foot-Ball Porto Alegrense e a Seleção Brasileira de Futebol.

## História
Era considerado um jogador de grande força física e técnica e iniciou sua carreira pelo Blumenau Esporte Clube, logo após uma passagem pelo time do quartel, onde aprendeu a gostar de futebol. Logo chamou a atenção de outro clube da mesma cidade, o Grêmio Esportivo Olímpico, onde jogou em 1949, conquistando o primeiro Campeonato Catarinense da história do clube. Depois partiu para a cidade de Santos, para defender o Jabaquara Atlético Clube. Após três temporadas, foi contratado pelo Ferroviário de Curitiba, onde foi o artilheiro e campeão do estadual no ano do centenário do Paraná. Em 1954 voltou para Santa Catarina, onde venceu o campeonato estadual pelo Caxias Futebol Clube, derrotando o Ferroviário de Tubarão por 7 a 0 na final.
Em 1955, despertou o interesse do então técnico do Grêmio de Porto Alegrense, Foguinho, sendo contratado pelo clube. No tricolor, conquistou seus maiores títulos, sendo um dos maiores goleadores da história do clube e um dos grandes ídolos dos anos de 1950 e 1960 (esta entre os 10 maiores artilheiros do tricolor gaúcho com 202 gols).
Em 1956, foi convocado pela primeira vez para a Seleção Brasileira, onde disputou o Campeonato Pan-americano, jogando contra a Seleção Chilena de Futebol, Seleção Mexicana de Futebol e Seleção Peruana de Futebol.
Em 1961, foi vendido para o Club Atlético Newell's Old Boys, da Argentina, onde ficou até 1965, e após o término do contrato, voltou para o Rio Grande do Sul onde defendeu seu último clube, o Grêmio Esportivo Bagé, se aposentando no mesmo ano.

## Títulos
Seleção Brasileira
- Campeonato Pan-americano: 1956

Olímpico
- Campeonato Catarinense: 1949

Ferroviário
- Campeonato Paranaense de Futebol:  1953

Caxias
- Campeonato Catarinense: 1954

Grêmio
- Campeonato Sul-Brasileiro: 1962
- Supercampeonato Gaúcho: 1962
- Campeonato Gaúcho: 1956, 1957, 1958, 1959, 1960
- Campeonato Citadino de Porto Alegre: 1956, 1957, 1958, 1959, 1960
- Troféu Internacional de Atenas (GRE): 1962
- Troféu Internacional de Salônica (GRE): 1962